# Tornei di tennis femminili indipendenti nel 1979
Nel 1979 la maggior parte dei tornei di tennis femminili faceva parte del WTA Tour 1979 ma alcuni non erano inseriti in nessuno circuito.

## Gennaio
| Settimana  | Torneo                                                               | Vincitore             | Finalista    | Semifinalisti | Eliminati ai quarti |
| ---------- | -------------------------------------------------------------------- | --------------------- | ------------ | ------------- | ------------------- |
| 8 gennaio  | Benson & Hedges Open 1979 Auckland, Nuova Zelanda Singolare - Doppio | Pam Whytcross 6-3 7-5 | Brenda Perry |               |                     |
| 8 gennaio  | Benson & Hedges Open 1979 Auckland, Nuova Zelanda Singolare - Doppio |                       |              |               |                     |
| 14 gennaio | Western Australian Open 1979 Perth, Australia Singolare - Doppio     | J. Davis 6-4 6-4      | Mary Sawyer  |               |                     |
| 14 gennaio | Western Australian Open 1979 Perth, Australia Singolare - Doppio     |                       |              |               |                     |
| 29 gennaio | Torneo di Wangaratta 1979 Wangaratta, Australia Singolare - Doppio   | G. Wilson 6-0 6-0     | H Cox        |               |                     |
| 29 gennaio | Torneo di Wangaratta 1979 Wangaratta, Australia Singolare - Doppio   |                       |              |               |                     |

## Febbraio
| Settimana   | Torneo                                                                                  | Vincitore                           | Finalista                   | Semifinalisti | Eliminati ai quarti |
| ----------- | --------------------------------------------------------------------------------------- | ----------------------------------- | --------------------------- | ------------- | ------------------- |
| febbraio    | New South Wales Hard Court Championships 1979 Tamworth, Australia Singolare - Doppio    | Kaye Hallam                         | non conosciuta (bandiera)   |               |                     |
| febbraio    | New South Wales Hard Court Championships 1979 Tamworth, Australia Singolare - Doppio    |                                     |                             |               |                     |
| 25 febbraio | German Covered Court Championships 1979 Brema, Germania Campo indoor Singolare - Doppio | Sylvia Hanika 6-1 6-0               | Heidi Eisterlehner          |               |                     |
| 25 febbraio | German Covered Court Championships 1979 Brema, Germania Campo indoor Singolare - Doppio | Petra Delhees Monika Simmen 6-3 6-4 | Irene Schultz Edith Winkens |               |                     |
| 25 febbraio | Torneo di Ilkley 1979 Ilkley, Gran Bretagna Singolare - Doppio                          | Cathy Drury 6-4 0-6 6-1             | Debbie Jevans               |               |                     |
| 25 febbraio | Torneo di Ilkley 1979 Ilkley, Gran Bretagna Singolare - Doppio                          |                                     |                             |               |                     |

## Marzo
| Settimana | Torneo                                                                                     | Vincitore                                   | Finalista                          | Semifinalisti | Eliminati ai quarti |
| --------- | ------------------------------------------------------------------------------------------ | ------------------------------------------- | ---------------------------------- | ------------- | ------------------- |
| marzo     | San Luis Potosi International 1979 San Luis Potosi, Messico Terra rossa Singolare - Doppio | Alejandra Vallejo                           | Maria Elena Llamas                 |               |                     |
| marzo     | San Luis Potosi International 1979 San Luis Potosi, Messico Terra rossa Singolare - Doppio | Alejandra Vallejo Maria Elena Llamas        |                                    |               |                     |
| 4 marzo   | Torneo di Bournemouth 1979 Bournemouth, Gran Bretagna Terra grigia Singolare - Doppio      | Debbie Jevans 3-6 7-6 6-2                   | Debbie Parker                      |               |                     |
| 4 marzo   | Torneo di Bournemouth 1979 Bournemouth, Gran Bretagna Terra grigia Singolare - Doppio      |                                             |                                    |               |                     |
| 12 marzo  | South-West Districts Championships 1979 Warrnambool, Australia Singolare - Doppio          | Pam Whytcross 7-6 6-3                       | Susan Leo                          |               |                     |
| 12 marzo  | South-West Districts Championships 1979 Warrnambool, Australia Singolare - Doppio          |                                             |                                    |               |                     |
| 18 marzo  | Santista Cup of Recife 1979 Recife, Brasile Singolare - Doppio                             | Emilse Raponi 6-0 6-4                       | Meister                            |               |                     |
| 18 marzo  | Santista Cup of Recife 1979 Recife, Brasile Singolare - Doppio                             | Nerida Gregory Leanne Harrison 6-1 6-4      | Matte Meister                      |               |                     |
| 24 marzo  | Santista Cup of Salvador 1979 Salvador, Brasile Singolare - Doppio                         | Leanne Harrison 6-3 6-0                     | Silvana Urroz                      |               |                     |
| 24 marzo  | Santista Cup of Salvador 1979 Salvador, Brasile Singolare - Doppio                         | Raquel Giscafré Jane Stratton 6-4 3-6 6-1   | Pat Medrado Cláudia Monteiro       |               |                     |
| 25 marzo  | Torneo di Wynnum 1979 Wynnum, Australia Singolare - Doppio                                 | M. Earle 6-4 6-1                            | Linda Cassell                      |               |                     |
| 25 marzo  | Torneo di Wynnum 1979 Wynnum, Australia Singolare - Doppio                                 |                                             |                                    |               |                     |
| 30 marzo  | Carlsbad Classic 1979 Carlsbad, USA Cemento Singolare - Doppio                             | Kerry Melville Reid 7-6 3-6 6-2             | Sue Barker                         |               |                     |
| 30 marzo  | Carlsbad Classic 1979 Carlsbad, USA Cemento Singolare - Doppio                             | Marcie Louie Regina Maršíková 6-2, 2-6, 6-4 | Peanut Louie-Harper Marita Redondo |               |                     |
| 31 marzo  | Santista Cup of Niteroi 1979 Niterói, Brasile Singolare - Doppio                           | Leanne Harrison 6-1 6-2                     | Glaucia Langela                    |               |                     |
| 31 marzo  | Santista Cup of Niteroi 1979 Niterói, Brasile Singolare - Doppio                           | Pat Medrado Cláudia Monteiro 6-3 7-5        | Emilise Raponi Silvana Urroz       |               |                     |

## Aprile
| Settimana | Torneo                                                                                           | Vincitore                                   | Finalista                     | Semifinalisti | Eliminati ai quarti |
| --------- | ------------------------------------------------------------------------------------------------ | ------------------------------------------- | ----------------------------- | ------------- | ------------------- |
| aprile    | Campionato Partenopeo 1979 Napoli, Italia Terra rossa Singolare - Doppio                         | Pam Whytcross                               | Monica Giorgi                 |               |                     |
| aprile    | Campionato Partenopeo 1979 Napoli, Italia Terra rossa Singolare - Doppio                         | Beatriz Villaverde Susana Maria Villaverde  |                               |               |                     |
| 1º aprile | Clairol Crown 1979 Carlsbad, USA Cemento Singolare                                               | Chris Evert 3-6 6-3 6-1                     | Dianne Fromholtz Balestrat    |               |                     |
| 7 aprile  | Santista Cup of Porto Alegre 1979 Porto Alegre, Brasile Singolare - Doppio                       | Pat Medrado 6-2 3-6 6-3                     | Sabbagh                       |               |                     |
| 7 aprile  | Santista Cup of Porto Alegre 1979 Porto Alegre, Brasile Singolare - Doppio                       | Emilise Raponi Silvana Urroz 6-4 1-6 6-4    | Pat Medrado Cláudia Monteiro  |               |                     |
| 8 aprile  | Nice Lawn Tennis Club Championships 1979 Nizza, Francia Terra rossa Singolare - Doppio           | Helga Niessen Masthoff 6-1 6-1              | Frederique Thibault           |               |                     |
| 8 aprile  | Nice Lawn Tennis Club Championships 1979 Nizza, Francia Terra rossa Singolare - Doppio           | Petra Delhees Christiane Jolissaint 6-3 6-3 | Jo Durie Debbie Jevans        |               |                     |
| 10 aprile | Santista Cup of Curitiba 1979 Curitiba, Brasile Singolare - Doppio                               | Pat Medrado                                 | Claudia Monteio               |               |                     |
| 10 aprile | Santista Cup of Curitiba 1979 Curitiba, Brasile Singolare - Doppio                               | Glaucia Langela Pat Medrado 4-6 6-2 6-4     | Raquel Giscafré Jane Stratton |               |                     |
| 15 aprile | WTA Monte Carlo 1979 Monte Carlo, Monte Carlo Terra rossa Singolare - Doppio                     | Helga Niessen Masthoff 6-3 6-2              | Sabina Simmonds               |               |                     |
| 15 aprile | WTA Monte Carlo 1979 Monte Carlo, Monte Carlo Terra rossa Singolare - Doppio                     |                                             |                               |               |                     |
| 16 aprile | Southport Hard Court Championships 1979 Southport, Gran Bretagna Singolare - Doppio              | Cathy Drury 7-5 7-6                         | Jane Plackett                 |               |                     |
| 16 aprile | Southport Hard Court Championships 1979 Southport, Gran Bretagna Singolare - Doppio              | Cathy Drury Belinda Thompson 6-1 6-1        | Bevan Jones                   |               |                     |
| 16 aprile | Central Queensland Championships 1979 Rockhampton, Australia Singolare - Doppio                  | U. Hansson 6-4 6-2                          | N. Schubert                   |               |                     |
| 16 aprile | Central Queensland Championships 1979 Rockhampton, Australia Singolare - Doppio                  |                                             |                               |               |                     |
| 16 aprile | Darling Downs Championships 1979 Toowoomba, Australia Singolare - Doppio                         | Janet Fallis 6-4 7-6                        | M. Earle                      |               |                     |
| 16 aprile | Darling Downs Championships 1979 Toowoomba, Australia Singolare - Doppio                         |                                             |                               |               |                     |
| 21 aprile | Santista Cup Masters 1979 San Paolo, Brasile Singolare - Doppio                                  | Pat Medrado 6-1 6-2                         | Jane Stratton                 |               |                     |
| 21 aprile | Santista Cup Masters 1979 San Paolo, Brasile Singolare - Doppio                                  | Raquel Giscafré Jane Stratton 6-1 4-6 6-2   | Pat Medrado Cláudia Monteiro  |               |                     |
| 21 aprile | Cumberland Hard Court Championships 1979 Hampstead, Gran Bretagna Terra rossa Singolare - Doppio | Jo Durie 6-4 6-1                            | Linda Mottram                 |               |                     |
| 21 aprile | Cumberland Hard Court Championships 1979 Hampstead, Gran Bretagna Terra rossa Singolare - Doppio | Ann Hobbs Joyce Hume 6-3 7-6                | Jo Durie Debbie Jevans        |               |                     |
| 28 aprile | Norwich Tournament 1979 Norwich, Gran Bretagna Singolare - Doppio                                | Linda Mottram 7-6 6-3                       | Tine Zwaan                    |               |                     |
| 28 aprile | Norwich Tournament 1979 Norwich, Gran Bretagna Singolare - Doppio                                | Lesley Charles Corinne Molesworth 6-4 6-3   | Cathy Drury Tine Zwaan        |               |                     |

## Maggio
| Settimana | Torneo                                                                                       | Vincitore                                    | Finalista                    | Semifinalisti | Eliminati ai quarti |
| --------- | -------------------------------------------------------------------------------------------- | -------------------------------------------- | ---------------------------- | ------------- | ------------------- |
| 5 maggio  | Paddington Hard Court Championships 1979 Paddington, Gran Bretagna Singolare - Doppio        | Mary Carillo 4-6 6-2 6-1                     | Tine Zwaan                   |               |                     |
| 5 maggio  | Paddington Hard Court Championships 1979 Paddington, Gran Bretagna Singolare - Doppio        | Tine Zwaan Lesley Charles 6-3 3-6 6-3        | Mary Carillo Dianne Morrison |               |                     |
| 7 maggio  | Maroochy Championships 1979 Nambour, Australia Singolare - Doppio                            | M. Earle 1-6 6-2 6-1                         | Linda Cassell                |               |                     |
| 7 maggio  | Maroochy Championships 1979 Nambour, Australia Singolare - Doppio                            |                                              |                              |               |                     |
| 12 maggio | Sutton Hard Court Championships 1979 Sutton, Gran Bretagna Singolare - Doppio                | Debbie Jevans 7-5 6-4                        | Joyce Barclay-Williams-Hume  |               |                     |
| 12 maggio | Sutton Hard Court Championships 1979 Sutton, Gran Bretagna Singolare - Doppio                | Elisabeth Little Keryn Pratt 6-1 6-2         | Cathy Griffiths Jenny Walker |               |                     |
| 19 maggio | Torneo di West Worthing 1979 West Worthing, Gran Bretagna Terra rossa Singolare - Doppio     | Dianne Morrison 6-3 6-4                      | Rosalyn Fairbank             |               |                     |
| 19 maggio | Torneo di West Worthing 1979 West Worthing, Gran Bretagna Terra rossa Singolare - Doppio     | Kiyoko Nomura Fumiko Furuhashi 7-6 6-0       | Elizabeth Little Keryn Pratt |               |                     |
| 20 maggio | Borden Classic maggio 1979 Tokyo, Giappone Cemento indoor Singolare - Doppio                 | Martina Navrátilová 6-1 6-1                  | Tracy Austin                 |               |                     |
| 20 maggio | Borden Classic maggio 1979 Tokyo, Giappone Cemento indoor Singolare - Doppio                 | Rosie Casals Martina Navrátilová 6-4 3-6 6-3 | Tracy Austin Laura duPont    |               |                     |
| 20 maggio | Surrey Hard Court Championships 1979 Guildford, Gran Bretagna Terra rossa Singolare - Doppio | Jane Plackett 6-3 6-1                        | Susan Tebbutt                |               |                     |
| 20 maggio | Surrey Hard Court Championships 1979 Guildford, Gran Bretagna Terra rossa Singolare - Doppio | Rolleston Ruth Seeman 6-4 6-7 6-0            | Hamilton Monro               |               |                     |
| 26 maggio | Torneo di Lee-on-Solent 1979 Lee-on-the-Solent, Gran Bretagna Singolare - Doppio             | Jo Durie 7-6 7-6                             | Rosalyn Fairbank             |               |                     |
| 26 maggio | Torneo di Lee-on-Solent 1979 Lee-on-the-Solent, Gran Bretagna Singolare - Doppio             | Fumiko Furuhashi Kiyoko Nomura 4-6 7-6 6-1   | Elizabeth Little Keryn Pratt |               |                     |

## Giugno
| Settimana | Torneo                                                                                | Vincitore                                 | Finalista                       | Semifinalisti | Eliminati ai quarti |
| --------- | ------------------------------------------------------------------------------------- | ----------------------------------------- | ------------------------------- | ------------- | ------------------- |
| 2 giugno  | West of Scotland Championships 1979 Glasgow, Gran Bretagna Singolare - Doppio         | Susan Leo 6-4 6-2                         | Nina Bland                      |               |                     |
| 2 giugno  | West of Scotland Championships 1979 Glasgow, Gran Bretagna Singolare - Doppio         | Annette Coe Lesley Charles 4-6 6-1 6-0    | H Luscombe Nancy Harris         |               |                     |
| 3 giugno  | Southern Championships 1979 Greenville, USA Singolare - Doppio                        | Sue Mascarin 4-6 6-4 6-2                  | Renee Ricahrds                  |               |                     |
| 3 giugno  | Southern Championships 1979 Greenville, USA Singolare - Doppio                        | Bunny Bruning Renée Richards 6-2 6-3      | Genevieve Greiwe Susan Mascarin |               |                     |
| 6 giugno  | Trophee Pernod Masters 1979 Bournemouth, Gran Bretagna Terra rossa Singolare - Doppio | Mary Carillo 6-2 6-3                      | Belinda Thompson                |               |                     |
| 6 giugno  | Trophee Pernod Masters 1979 Bournemouth, Gran Bretagna Terra rossa Singolare - Doppio | Elizabeth Little Keryn Pratt 3-6 7-6 6-2  | Wendy Paish Brenda Perry        |               |                     |
| 9 giugno  | Kent Championships 1979 Beckenham, Gran Bretagna Erba Singolare - Doppio              | Evonne Goolagong Cawley 6-3 6-2           | Pam Shriver                     |               |                     |
| 9 giugno  | Kent Championships 1979 Beckenham, Gran Bretagna Erba Singolare - Doppio              | Jo Durie Debbie Jevans 6-1 6-4            | Elizabeth Little Keryn Pratt    |               |                     |
| 9 giugno  | Northern Championships 1979 Manchester, Gran Bretagna Erba Singolare - Doppio         | Sue Barker 7-5 4-6 6-0                    | Anne Hobbs                      |               |                     |
| 9 giugno  | Northern Championships 1979 Manchester, Gran Bretagna Erba Singolare - Doppio         | Cynthia Doerner Sharon Walsh 6-3 6-2      | Sue Barker Anne Hobbs           |               |                     |
| 16 giugno | Merseyside Tournament 1979 Merseyside, Gran Bretagna Singolare - Doppio               | Christiane Jolissaint 7-6 7-6             | Marcella Mesker                 |               |                     |
| 16 giugno | Merseyside Tournament 1979 Merseyside, Gran Bretagna Singolare - Doppio               | Wendy Paish Brenda Perry 6-2 6-4          | D. Parker Susan Tebbutt         |               |                     |
| 23 giugno | Surrey Grass Court Championships 1979 Surbiton, Gran Bretagna Erba Singolare - Doppio | Cyntia Doerner-Seiler 6-1 6-2             | Kym Ruddell                     |               |                     |
| 23 giugno | Surrey Grass Court Championships 1979 Surbiton, Gran Bretagna Erba Singolare - Doppio | Amanda Tobin Nancy Weigel 7-6 7-5         | Judy Chaloner Sue Saliba        |               |                     |
| 24 giugno | Dallas Prize Money Open 1979 Dallas, USA Singolare - Doppio                           | Kathy O'Brien 3-6 6-3 6-1                 | Barbara Hambridge               |               |                     |
| 24 giugno | Dallas Prize Money Open 1979 Dallas, USA Singolare - Doppio                           | Genevieve Greiwe Sue Mascarin 4-6 7-6 6-4 | Coulter Mauldin                 |               |                     |

## Luglio
| Settimana | Torneo                                                                                             | Vincitore                                 | Finalista                                     | Semifinalisti | Eliminati ai quarti |
| --------- | -------------------------------------------------------------------------------------------------- | ----------------------------------------- | --------------------------------------------- | ------------- | ------------------- |
| luglio    | Czechoslovakian International Championships 1979 Bratislava, Cecoslovacchia Singolare - Doppio     | Lea Plchova                               | non conosciuta (bandiera)                     |               |                     |
| luglio    | Czechoslovakian International Championships 1979 Bratislava, Cecoslovacchia Singolare - Doppio     |                                           |                                               |               |                     |
| 8 luglio  | Ellesee Grand Prix of Perugia 1979 Perugia, Italia Terra rossa Singolare - Doppio                  | Helena Anliot 2-6 7-6 6-2                 | Sandy Collins                                 |               |                     |
| 8 luglio  | Ellesee Grand Prix of Perugia 1979 Perugia, Italia Terra rossa Singolare - Doppio                  | Chris O'Neil Mimmi Wikstedt 6-2 6-1       | Lillian Giussani Marcelle Voyame              |               |                     |
| 9 luglio  | Ellesse Grand Prix of Erlangen 1979 Erlangen, Germania Terra rossa Singolare - Doppio              | Helga Masthoff                            | Nina Bohm                                     |               |                     |
| 9 luglio  | Ellesse Grand Prix of Erlangen 1979 Erlangen, Germania Terra rossa Singolare - Doppio              |                                           |                                               |               |                     |
| 9 luglio  | Tennis agli VIII Giochi panamericani San Juan, Porto Rico Singolare - Doppio                       | Susan Hagey 3-6 6-0 6-2                   | Trey Lewis                                    |               |                     |
| 9 luglio  | Tennis agli VIII Giochi panamericani San Juan, Porto Rico Singolare - Doppio                       | Ann Henricksson Susan Hagey               |                                               |               |                     |
| 14 luglio | Irish Open 1979 Dublino, Irlanda Cemento Singolare - Doppio                                        | Pam Whytcross 6-2 6-4                     | Cathy Drury                                   |               |                     |
| 14 luglio | Irish Open 1979 Dublino, Irlanda Cemento Singolare - Doppio                                        | Judy Chaloner Kym Ruddell 6-2 6-3         | Naoko Satō Whytcross                          |               |                     |
| 14 luglio | Scottish Championships 1979 Edimburgo, Gran Bretagna Singolare - Doppio                            | Lea Antonoplis 7-6 6-4                    | Joyce Barclay-Williams-Hume                   |               |                     |
| 14 luglio | Scottish Championships 1979 Edimburgo, Gran Bretagna Singolare - Doppio                            | Lea Antonoplis Hand 6-7 6-4 8-6           | Joyce Barclay-Williams-Hume Winnie Wooldridge |               |                     |
| 14 luglio | East of England Championships 1979 Felixstone, Gran Bretagna Singolare - Doppio                    | Phyllis Blackwell 6-4 6-3                 | E. Sharpe                                     |               |                     |
| 14 luglio | East of England Championships 1979 Felixstone, Gran Bretagna Singolare - Doppio                    | E. Sharpe Kolankiewitz 6-8 6-4 6-3        | Rozwadowski Wapler                            |               |                     |
| 15 luglio | WTA Swiss Open 1979 Gstaad, Svizzera Terra rossa Singolare - Doppio                                | Petra Delhees Jauch 6-4 1-6 6-1           | Yvona Brzáková                                |               |                     |
| 15 luglio | WTA Swiss Open 1979 Gstaad, Svizzera Terra rossa Singolare - Doppio                                | Dianne Evers Hana Strachanova 6-1 4-6 6-2 | Petra Delhees Anne Marie Ruegg                |               |                     |
| 15 luglio | Sioux City Tournament 1979 Sioux City, USA Singolare - Doppio                                      | Nancy Ornstein 7-6 6-3                    | Maria Rothschild                              |               |                     |
| 15 luglio | Sioux City Tournament 1979 Sioux City, USA Singolare - Doppio                                      | Draper Gardiner 6-2 6-1                   | Rita Agassi Cathy Griffiths                   |               |                     |
| 21 luglio | Essex Championships 1979 Frinton-On-Sea, GraTorneo di Frinn Bretagna Singolare - Doppio            | Corinne Molesworth 6-2 6-4                | Annette Coe                                   |               |                     |
| 21 luglio | Essex Championships 1979 Frinton-On-Sea, GraTorneo di Frinn Bretagna Singolare - Doppio            | Annette Coe Corinne Molesworth 6-4 7-6    | Ann Jones Julia Lloyd                         |               |                     |
| 22 luglio | USTA Penn of St. Joseph 1979 St. Joseph, USA Singolare - Doppio                                    | Paula Smith 4-6 6-3 7-6                   | Mary Sawyer                                   |               |                     |
| 22 luglio | USTA Penn of St. Joseph 1979 St. Joseph, USA Singolare - Doppio                                    | Shannon Gordon Kathy O'Brien 7-5 6-4      | Cathy Griffiths Nancy Ornstein                |               |                     |
| 24 luglio | Ellesse Grand Prix of Geneva 1979 Ginevra, Svizzera Terra rossa Singolare - Doppio                 | Sabina Simmonds                           | Sandy Collins                                 |               |                     |
| 24 luglio | Ellesse Grand Prix of Geneva 1979 Ginevra, Svizzera Terra rossa Singolare - Doppio                 |                                           |                                               |               |                     |
| 26 luglio | Swedish Open 1979 Båstad, Svezia Terra rossa Singolare - Doppio                                    | Elizabeth Ekblom 7-6 6-3                  | Lena Sandin                                   |               |                     |
| 26 luglio | Swedish Open 1979 Båstad, Svezia Terra rossa Singolare - Doppio                                    |                                           |                                               |               |                     |
| 28 luglio | Buenos Aires Obras Tournament 1979 Buenos Aires, Argentina Singolare                               | Martina Navrátilová 6-3 6-4               | Billie Jean King                              |               |                     |
| 28 luglio | USTA Penn of St. Simons Island 1979 St. Simons, USA Singolare - Doppio                             | Trey Lewis 6-0 6-3                        | Sheila McInerney                              |               |                     |
| 28 luglio | USTA Penn of St. Simons Island 1979 St. Simons, USA Singolare - Doppio                             | Felicia Hutnick Trey Lewis 6-2 7-6        | Kym Ruddell Mary Sawyer                       |               |                     |
| 28 luglio | Ellesse Grand Prix Campione d'Italia 1979 Campione d'Italia, Italia Terra rossa Singolare - Doppio | Brigitte Simon 2-6 7-5 7-5                | Sandy Collins                                 |               |                     |
| 28 luglio | Ellesse Grand Prix Campione d'Italia 1979 Campione d'Italia, Italia Terra rossa Singolare - Doppio |                                           |                                               |               |                     |

## Agosto
| Settimana | Torneo                                                                            | Vincitore                                                  | Finalista                           | Semifinalisti | Eliminati ai quarti |
| --------- | --------------------------------------------------------------------------------- | ---------------------------------------------------------- | ----------------------------------- | ------------- | ------------------- |
| 4 agosto  | Ellesse Grand Prix Masters 1979 Capri, Italia Terra rossa Singolare               | Brigitte Simon                                             | Isabelle Villiger                   |               |                     |
| 4 agosto  | USTA Fort Wayne 1979 (Lady Pepsi Classic) Fort Wayne, USA Singolare - Doppio      | Joanne Russell 7-5 6-3                                     | Janet Newberry                      |               |                     |
| 4 agosto  | USTA Fort Wayne 1979 (Lady Pepsi Classic) Fort Wayne, USA Singolare - Doppio      | Penny Johnson Paula Smith 6-2 2-6 7-6                      | Kym Ruddell Weigel                  |               |                     |
| 12 agosto | European Amateur Championships 1979 Sopot, Polonia Terra rossa Singolare - Doppio | Ol'ga Morozova 4-6 7-6 6-3                                 | Hana Mandlíková                     |               |                     |
| 12 agosto | European Amateur Championships 1979 Sopot, Polonia Terra rossa Singolare - Doppio | Natasha Chymreva Ol'ga Morozova 1-6 6-0 6-0                | Evgeniya Biryukova Natalia Borodina |               |                     |
| 12 agosto | European Amateur Championships 1979 Sopot, Polonia Terra rossa Singolare - Doppio | Doppio misto: Anatolij Volkov Natalia Chmyreva 1-6 6-3 6-4 | Vadim Borisov Ol'ga Morozova        |               |                     |
| 26 agosto | WTA Classic 1979 Johnston, USA Singolare - Doppio                                 | Elly Vessies 6-0 2-6 6-4                                   | Marcella Mesker                     |               |                     |
| 26 agosto | WTA Classic 1979 Johnston, USA Singolare - Doppio                                 | Shannon Gordon Snelson walkover                            | Rosalyn Fairbank Sue Saliba         |               |                     |

## Settembre
| Settimana    | Torneo                                                | Vincitore                | Finalista        | Semifinalisti | Eliminati ai quarti |
| ------------ | ----------------------------------------------------- | ------------------------ | ---------------- | ------------- | ------------------- |
| 28 settembre | Trofeo Gilette 1979 Madrid, Spagna Singolare - Doppio | Lena Sandin 6-1 6-3      | Belinda Thompson |               |                     |
| 28 settembre | Trofeo Gilette 1979 Madrid, Spagna Singolare - Doppio | Kate Brasher Lena Sandin | Villaverde       |               |                     |

## Ottobre
| Settimana  | Torneo                                                                       | Vincitore                            | Finalista              | Semifinalisti | Eliminati ai quarti |
| ---------- | ---------------------------------------------------------------------------- | ------------------------------------ | ---------------------- | ------------- | ------------------- |
| ottobre    | WTA Argentine Open 1979 Buenos Aires, Argentina Singolare - Doppio           | Ivanna Madruga-Osses 6-1 6-3         | Hana Strachonova       |               |                     |
| ottobre    | WTA Argentine Open 1979 Buenos Aires, Argentina Singolare - Doppio           |                                      |                        |               |                     |
| 7 ottobre  | Madrid International 1979 Madrid, Spagna Terra rossa Singolare - Doppio      | Shirley Brasher 4-6 6-1 6-2          | Belinda Thompson       |               |                     |
| 7 ottobre  | Madrid International 1979 Madrid, Spagna Terra rossa Singolare - Doppio      |                                      |                        |               |                     |
| 14 ottobre | Barcelona Ladies Open 1979 Barcellona, Spagna Terra rossa Singolare - Doppio | Lena Sandin                          | Iva Budařová           |               |                     |
| 14 ottobre | Barcelona Ladies Open 1979 Barcellona, Spagna Terra rossa Singolare - Doppio |                                      |                        |               |                     |
| 21 ottobre | Borden Classic ottobre 1979 Kyoto, Giappone Singolare - Doppio               | Betsy Nagelsen 6-3 6-4               | Naoko Satō             |               |                     |
| 21 ottobre | Borden Classic ottobre 1979 Kyoto, Giappone Singolare - Doppio               | Yu Li Chiao Chen Chuan 7-6, 3-6, 7-5 | Sue Saliba Mary Sawyer |               |                     |

## Novembre
| Settimana   | Torneo                                                                           | Vincitore                            | Finalista                    | Semifinalisti | Eliminati ai quarti |
| ----------- | -------------------------------------------------------------------------------- | ------------------------------------ | ---------------------------- | ------------- | ------------------- |
| novembre    | Border Championships 1979 East London, Sudafrica Singolare - Doppio              | Alison McMillan 6-3 6-2              | Zietsman                     |               |                     |
| novembre    | Border Championships 1979 East London, Sudafrica Singolare - Doppio              |                                      |                              |               |                     |
| novembre    | Eastern Province Championships 1979 Port Elizabeth, Sudafrica Singolare - Doppio | Lesley Charles 6-2 3-6 6-1           | Yvonne Vermaak               |               |                     |
| novembre    | Eastern Province Championships 1979 Port Elizabeth, Sudafrica Singolare - Doppio |                                      |                              |               |                     |
| novembre    | Natal Open 1979 Durban, Sudafrica Singolare - Doppio                             | Elizabeth Vlotman 7-5 6-2            | Alison McMillan              |               |                     |
| novembre    | Natal Open 1979 Durban, Sudafrica Singolare - Doppio                             |                                      |                              |               |                     |
| novembre    | OFS Championships 1979 Bloemfontein, Sudafrica Singolare - Doppio                | Lesley Charles 6-1 6-1               | Depalmer                     |               |                     |
| novembre    | OFS Championships 1979 Bloemfontein, Sudafrica Singolare - Doppio                |                                      |                              |               |                     |
| novembre    | River Plate Championships 1979 Buenos Aires, Argentina Singolare - Doppio        | Adriana Villagran-Reami              | Claudia Casabianca           |               |                     |
| novembre    | River Plate Championships 1979 Buenos Aires, Argentina Singolare - Doppio        |                                      |                              |               |                     |
| 11 novembre | Victorian Hard Court Championships 1979 Melbourne, Australia Singolare - Doppio  | Gwen Stirton 6-2 6-3                 | L. Plowman                   |               |                     |
| 11 novembre | Victorian Hard Court Championships 1979 Melbourne, Australia Singolare - Doppio  |                                      |                              |               |                     |
| 23 novembre | Africa Eagle Classic 1979 Johannesburg, Sudafrica Cemento Singolare - Doppio     | Andrea Jaeger 6-1 6-4                | Bettina Bunge                |               |                     |
| 23 novembre | Africa Eagle Classic 1979 Johannesburg, Sudafrica Cemento Singolare - Doppio     | Françoise Dürr Marise Kruger 6-2 7-6 | Bettina Bunge Yvonne Vermaak |               |                     |

## Dicembre
| Settimana   | Torneo                                                                           | Vincitore                            | Finalista                    | Semifinalisti | Eliminati ai quarti |
| ----------- | -------------------------------------------------------------------------------- | ------------------------------------ | ---------------------------- | ------------- | ------------------- |
| dicembre    | Sydney Manly Seaside Championships 1979 Sydney, Australia Singolare - Doppio     | Chesterton                           | non conosciuta (bandiera)    |               |                     |
| dicembre    | Sydney Manly Seaside Championships 1979 Sydney, Australia Singolare - Doppio     |                                      |                              |               |                     |
| dicembre    | Western Province Championships 1979 Città del Capo, Sudafrica Singolare - Doppio | Elizabeth Vlotman 7-6 6-2            | Lesley Charles               |               |                     |
| dicembre    | Western Province Championships 1979 Città del Capo, Sudafrica Singolare - Doppio |                                      |                              |               |                     |
| 2 dicembre  | Queensland Hard Court Championships 1979 Toowoomba, Australia Singolare - Doppio | M. Earle 5-7 6-4 6-3                 | Kathy Mantle                 |               |                     |
| 2 dicembre  | Queensland Hard Court Championships 1979 Toowoomba, Australia Singolare - Doppio |                                      |                              |               |                     |
| 2 dicembre  | South African Open 1979 Johannesburg, Sudafrica Cemento Singolare - Doppio       | Brigette Cuypers 7-6 6-2             | Tanya Harford                |               |                     |
| 2 dicembre  | South African Open 1979 Johannesburg, Sudafrica Cemento Singolare - Doppio       | Lesley Charles Tanya Harford 6-1 6-3 | Françoise Dürr Marise Kruger |               |                     |
| 9 dicembre  | Queensland Open 1979 Brisbane, Australia Erba Singolare - Doppio                 | Linda Cassell 6-1 4-6 6-1            | M. Earle                     |               |                     |
| 9 dicembre  | Queensland Open 1979 Brisbane, Australia Erba Singolare - Doppio                 |                                      |                              |               |                     |
| 16 dicembre | Lion's Cup 1979 Tokyo, Giappone Sintetico indoor Singolare                       | Tracy Austin 6-2 6-1                 | Martina Navrátilová          |               |                     |